# Lucy Gordon
Lucy Gordon (ur. 22 maja 1980 w Oksfordzie, zm. 20 maja 2009 w Paryżu) – brytyjska aktorka.
20 maja 2009 została znaleziona martwa w swoim paryskim mieszkaniu. Popełniła samobójstwo przez powieszenie.

## Filmografia
- Perfumy (Perfume, 2001) jako Sarah
- Igraszki losu (Serendipity, 2001) jako Caroline Mitchell
- Cena honoru (The Four Feathers, 2002) jako Isabelle
- Stella (2005) jako China (gościnnie)
- Smak życia 2 (Les Poupées russes, 2005) jako Celia Shelton
- Spider-Man 3 (2007) jako Jennifer Dugan
- Serial (2007) jako Sadie Grady
- Frost (2008) jako Kate Hardwick
- Brief Interviews with Hideous Men (2009) jako Autostopowiczka
- Cineman (2009)
- Serge Gainsbourg, vie héroïque (2010) jako Jane Birkin